# Кров'яне борошно
Кров’яне борошно — високоцінний корм тваринного походження, який виробляють на м’ясокомбінатах з крові, фібрину та кісткового борошна (додають не більше 5%). Склад і поживність продукту залежать від технології його приготування.

## Виробництво
Існують два способи приготування кров’яного борошна: високо- і низькотемпературний. 
За першим способом кров’яне борошно готують коагулюванням крові перегрітою парою з наступним пресуванням, висушуванням і розмелюванням. Вироблене за цим способом кров’яне борошно не розчиняється у воді. 
Другим способом кров висушують у вакуум-випарних установках при температурі 55оС. Таке кров’яне борошно добре розчиняється у воді.

## Кормові якості
За кормовими якостями кров’яне борошно, висушене при низьких температурах, значно краще за одержане при високотемпературній обробці.
У кров’яному борошні доброї якості міститься до 9% води, 3% жиру, 6% золи і не менше 80% протеїну. 
Енергетична цінність 1 кг кров’яного борошна становить 14 МДж обмінної енергії. Воно містить 67% перетравного протеїну, 0,45 – кальцію і 0,31% фосфору. Протеїн кров’яного борошна порівняно з протеїном інших кормів тваринного походження значно багатший на лізин, цистин, гістидин і дещо бідніший на ізолейцин.